# Steffen Tigges
Steffen Tigges (* 31. Juli 1998 in Osnabrück) ist ein deutscher Fußballspieler, der beim SC Paderborn 07 unter Vertrag steht. Er ist gelernter Mittelstürmer, kann jedoch auch auf den Außenpositionen eingesetzt werden. Darüber hinaus war er Nachwuchsnationalspieler.

## Karriere

### Verein

#### Anfänge
Tigges begann beim TuS Glane mit dem Fußballspielen und war dort bis 2011 Teil der Jugendmannschaften. Als C-Jugendlicher wechselte er zum VfL Osnabrück, gehörte bis 2016 zum Nachwuchsbereich und absolvierte Spiele in der B- sowie der A-Junioren-Bundesliga, hauptsächlich im Angriff.

#### VfL Osnabrück
Sein Pflichtspieldebüt für die Drittligamannschaft des VfL absolvierte er am 12. Dezember 2015 beim 0:0 gegen den FC Erzgebirge Aue, als er in der 76. Minute für Marcos Álvarez aufs Feld kam und in der 90. Minute aufgrund einer Verletzung wieder ausgewechselt werden musste. Im Laufe der Saison 2015/16 folgten weitere Einsätze, Trainer Joe Enochs setzte aber auf eine aus Marcos Álvarez und Halil Savran bestehende Doppelspitze. In der Folgesaison setzte Osnabrück den Stürmer wieder überwiegend in der U19 ein. Tigges erhielt immer wieder vereinzelte Chancen, sich im Profikader zu bewähren, konnte jedoch keine direkte Torbeteiligung vorweisen. Auch in den nächsten beiden Jahren kam er nicht an Konkurrenten wie Álvarez, Marc Heider oder Kwasi Okyere Wriedt vorbei. Sowohl Enochs wie auch sein Nachfolger Daniel Thioune ließen den Jungspieler auf verschiedenen Positionen spielen, so auch im Mittelfeld oder gar als Teil einer Fünferabwehrkette. Vor dessen Wechsel stand Tigges im Saisonendspurt 2017/18 auch zweimal gemeinsam mit seinem Bruder Leon, einem Torwart, gemeinsam auf dem Feld. Zum Drittligameistertitel im Frühjahr 2019 steuerte der Niedersachse, der die linke Außenbahn flexibel bespielt hatte, zwei Tore bei. Da weder Verein noch Spieler vor dem Zweitligaaufstieg, der bereits am 34. Spieltag sicher war, die Bereitschaft zeigten, den auslaufenden Vertrag zu verlängern, begab sich Tigges auf Vereinssuche. Bereits im Sommersemester 2017 begann er darüber hinaus ein Fernstudium des Sportbusiness Managements an der Düsseldorfer IST-Hochschule.

#### Borussia Dortmund
Zur Saison 2019/20 wechselte Tigges zur Borussia Dortmund, die ihn für ihre Regionalligamannschaft verpflichtete. Teammanager Ingo Preuß hatte sich laut dem Spieler am stärksten für ihn interessiert, weshalb der BVB letztendlich den Zuschlag bekam. Tigges entwickelte sich rasch zum Stammspieler und verlässlichen Mittelstürmer. Er war mit 19 Scorerpunkten Dortmunds effektivster Offensivakteur und spielte häufig mit den Flügelspielern Joseph Boyamba und Chris Führich zusammen. Im Januar 2020 durfte er gemeinsam mit Führich am Wintertrainingslager der ersten Mannschaft in Marbella teilnehmen und in Testspielen auflaufen. Die Spielzeit 2019/20, die aufgrund der COVID-19-Pandemie vorzeitig abgebrochen wurde, beendete Tigges mit der Mannschaft als Neunter. Zur Folgesaison beerbte der Niedersachse Boyamba, der den Verein verlassen hatte, als Mannschaftskapitän. Der neue Trainer Enrico Maaßen erklärte mit den Worten „Steffen hat schon im vergangenen Jahr seine Klasse bewiesen. Er ist für uns nicht nur auf dem Platz wichtig, sondern auch neben dem Platz und in der Kabine. Steffen ist ein ganz wichtiger Spieler.“ seine Wahl.
Tigges blieb in der Folge Dortmunds treffsicherster Spieler und duellierte sich mit dem Team seit Oktober 2020 mit Rot-Weiss Essen um die Spitzenposition. Aufgrund von Verletzungen der einzigen etatmäßigen Angreifer Erling Haaland und des 16-jährigen Youssoufa Moukoko nominierte der Trainer der ersten Mannschaft, Edin Terzić, den Spielführer der U23 bei deren DFB-Pokalspiel in Braunschweig für die Startelf. Im Januar 2021, am 14. Spieltag, wurde er für Haaland eingewechselt und gab somit sein Bundesligadebüt für den BVB. Nach zwei weiteren Erstligakurzeinsätzen erhielt Tigges in Dortmund einen bis Juni 2024 gültigen Profivertrag. Es folgten weitere Bundesligapartien, im Frühjahr gewann Tigges mit der Mannschaft den DFB-Pokal. In der Regionalliga war der Angreifer nach wie vor regelmäßig an Treffern beteiligt, beim 3:1-Auswärtssieg beim SV Straelen bereitete er beispielsweise alle drei Tore vor. Am letzten Spieltag gelang der zweiten Mannschaft des BVB mit ihrem Kapitän der Gewinn der Meisterschaft sowie der Aufstieg in die 3. Liga, Tigges war mit 22 Toren der zweitbeste Torschütze ligaweit hinter dem Torschützenkönig Simon Engelmann.
Im Vorfeld der Spielzeit 2021/22 blieb der Angreifer Teil der Bundesligamannschaft, mit der er auch das Sommertrainingslager in Bad Ragaz absolvierte. Franz Pfanne, der Tigges bereits in der Vorsaison einige Male als Kapitän vertreten hatte, bekam dieses Amt fest übertragen. Nach Kurzeinsätzen in der Bundesliga und im DFB-Pokal rückte er wieder in die U23, fiel jedoch aufgrund einer Muskelverletzung den gesamten September über aus. Nach seiner Rückkehr wurde der Stürmer in Folge eines verletzungsbedingten Ausfalls Erling Haalands von Trainer Marco Rose neben Ansgar Knauff weitere Male in der ersten Mannschaft eingesetzt. Im Rahmen dessen gelang Tigges sein erster Treffer im Oberhaus, als er am 10. Spieltag zum 2:0-Endstand gegen den 1. FC Köln einköpfte. In der Folge kam der Angreifer aber trotz weiterer Ausfälle Haalands nicht an Neuzugang Donyell Malen vorbei und wurde in der teaminternen Stürmerhierarchie noch hinter dem 17-jährigen Youssoufa Moukoko eingereiht. Ungeachtet dessen schoss Tigges zwei weitere Tore in der Bundesliga, ebenso wie in zwei weiteren Drittligaspielen; in Letzteren sicherte er seiner Mannschaft somit jeweils ein Unentschieden. Mitte März 2022 war die Saison für den Spieler vorzeitig beendet, nachdem sich dieser eine Sprunggelenksfraktur zuzog, die eine Operation notwendig machte.

#### 1. FC Köln
Als sich Tigges wieder im Aufbautraining befand, gab Dortmunds Bundesligakonkurrent 1. FC Köln seine Verpflichtung zur Saison 2022/23 bekannt; der Angreifer erhielt einen Vierjahresvertrag. Bei den Geißböcken konkurrierte der Mittelstürmer nach dem Wechsel Anthony Modestes zum BVB sowie einer Knieverletzung seitens Sebastian Andersson mit dem aus der zweiten Mannschaft aufgerückten Florian Dietz sowie dem Neuzugang Sargis Adamyan. Nach einem Tor beim 1:1 gegen den OGC Nizza in der Gruppenphase der Europa Conference League gelang Tigges in der Anfangsphase der Saison ausgerechnet gegen sein altes Team aus Dortmund per Kopf ein Treffer – Köln gewann mit 3:2. Im weiteren Saisonverlauf traf der Stürmer, der regelmäßig eingesetzt wurde, nur noch vier weitere Male, darunter aus 45 Metern gegen Werder Bremen, als die Kölner 7:1 gewannen. Mit der Mannschaft schied Tigges nach der Gruppenphase aus der Europa Conference League aus und spielte darüber hinaus noch zweimal in der Regionalliga. In der Folgesaison 2023/24 zog Trainer Steffen Baumgart Tigges häufiger den schon in der vorangegangenen Winterpause verpflichteten Davie Selke vor und Tigges blieb bis zum 28. Spieltag ohne Torerfolg. Nach insgesamt 17 Niederlagen stiegen Spieler und Verein als Vorletzter in die 2. Liga ab. Neben Selke verließen im Anschluss auch weitere Angreifer das Team, beispielsweise Maximilian Schmid, Sargis Adamjan oder Florian Dietz, wohingegen Tigges in Köln blieb. Zusätzlich wurde Leihspieler Luca Waldschmidt fest verpflichtet, Tim Lemperle kehrte aus Fürth zurück und von Widzew Łódź wurde Imad Rondić gekauft. Waldschmidt und Lemperle spielten letztendlich regelmäßig und waren die besten Torschützen des Teams neben dem Jugendspieler Damion Downs, weshalb für Rondić und auch Tigges häufig nur die Bank blieb. Als Meister stiegen sie mit Köln direkt wieder in die Bundesliga auf.

#### SC Paderborn 07
Vor dem Saisonbeginn der Bundesliga wechselte Tigges zurück in die 2. Liga zum SC Paderborn 07, der bereits eine Partie absolviert hatte.

### Nationalmannschaft
Am 17. April 2017 spielte Tigges in der U19-Nationalmannschaft für Deutschland in der Partie gegen Dänemark. In der Spielzeit 2017/18 hatte er außerdem vier Einsätze bei Spielen der U20.

## Erfolge
VfL Osnabrück
- Meister der 3. Liga und Aufstieg in die 2. Bundesliga: 2019

Borussia Dortmund
- DFB-Pokalsieger: 2021
- Meister der Regionalliga West und Aufstieg in die 3. Liga: 2021

1. FC Köln
- Meister der 2. Bundesliga 2024/25

## Privates
Tigges' Zwillingsbruder Leon ist als Torwart aktiv.
Steffen Tigges studiert den Bachelor-Studiengang „Sportbusiness Management“ an der IST-Hochschule für Management.